# Salvador Sancho Iturmendi
Salvador (de) Sancho Iturmendi (Medinaceli, 1 de enero de 1688 - Sigüenza, 11 de agosto de 1754) fue un compositor y maestro de capilla español.

## Vida
Nació el 1 de enero de 1688 en Medinaceli, provincia de Soria, hijo de Lucas de Sancho y Manuela de Iturmendi. De familia musical —organistas y ministriles—, el padre era el maestro de capilla de la Colegiata de Medinaceli. Su educación musical la recibió inicialmente con su padre, en la Colegiata de Medinaceli, para posteriormente partir con su hermano Manuel a El Pilar de Zaragoza como infante del coro de 1695 a 1709, donde estudió con Jerónimo Latorre y Miguel de Ambiela.

Señora y Madre mía: solícito andaba vagueando mi pensamiento sobre a quién dedicar este libro el que contiene varias Alabanzas a Dios; y, gastando algún tiempo en esta vana cavilación, que de como avergonzado de haber dudado, no debiéndoseme ocultar que Para ofrecer a la Majestad divina cualquiera obra por pequeñita que sea, el más acepto y agradable conducto es solo por ti Señora, puesto que eres la Hija, Madre, Esposa de tan Soberana Majestad, y que fuiste la escogida para ser la mediadora entre Dios y los hombres; y si por además de que gustas que te llamemos nuestra Madre y nuestro Consuelo, nuestro Refugio y nuestro Amparo, yo, sobre tener en esto parte como uno de los más pecadores, tengo el título de tu Paje de guardia, que en ello me empleé (aunque indignísimo) catorce años en tu Iglesia y Santa Capilla del Pilar de Zaragoza, cómo había de ser tan atrevido que pusiera mi pensamiento en otra criatura que en ti, sin faltar al debido respeto, y sin obligación que a tu Majestad debo, siendo (como consta por asiento) uno de tus menores esclavos? Y en aquella Santa Iglesia, fue la primera fuente donde bebí las Harmónicas Aguas de la Música, cómo puede quedarme arbitrio para ofrecer ni dedicar las últimas obras de mi vida, a otro que a ti que eres río caudaloso de Misericordias y el océaneo de Gracias? A ti oh Virgen Santísima, ofrezco esta dádiva, que si bien es corta, y muy pequeña por lo que tiene de mía, por lo que en sí encierra, y contiene, es muy grande, llena de misterios divinos, y alabanzas a Dios, y a ti, mi Señora
Dedicatoria de Salvador Sancho, Fondo Medinaceli. Libro de Polifonía n.º 6

En 1712 regresó desde Zaragoza a Medinaceli, para partir poco después ir a Sigüenza, donde continuaría su formación con el maestro Francisco Hernández Pla. El 22 de febrero de 1717 sucedió a su padre, Lucas de Sancho, en el magisterio de la Colegiata de Medinaceli, obteniendo el beneficio de la ración del fallecido bajón, Jaime Seleta. Permaneció en el cargo, «en el coro bajo de mano izquierda y [con] derecho a llevar sobrepelliz y capa», durante ocho años, hasta febrero de 1725.
En enero de 1725 Sancho se ausentó de la colegial para presentarse en Sigüenza, donde había fallecido el maestro de la Catedral, de José Cáseda. El cabildo seguntino consultó a José de San Juan, maestro de las Descalzas de Madrid, y Miguel de Ambiela, en ese momento en el magisterio de la Primada de Toledo, para conseguir nombres de candidatos adecuados. Ambiela propuso a los maestros Domingo Teixidó, maestro en Lérida; Francisco Pascual, maestro de Palencia; Alonso Cobaleda, maestro de Zamora; y Salvador de Sancho. San Juan, por su parte, proponía a Amillano, maestro de Tudela; Francisco Díez, maestro de Calatayud; y a Salvador Sancho. Sancho fue el único maestro en el que concedieron ambos. Tras una deliberación del cabildo, Sancho consiguió el cargo por 33 votos frente a 9.
En 1725 heredó los bienes de sus padres, que consistían en una casa de poco valor en Medinaceli y muchas deudas. En vista de la situación y de que Sancho había ayudado en la manutención de su hermano Félix, sus dos hermanos renunciaron a la herencia y Salvador Sancho pagó los funerales. El tercer hermano era arpista y estaba casado con Serafina García; tenía una pequeña renta.
Permanecería en el cargo en Sigüenza casi 30 años, hasta su fallecimiento el 11 de agosto de 1754. Durante su magisterio, mantuvo una estrecha colaboración con José de San Juan, que le ayudaría en la búsqueda de cantores e instrumentistas. En diciembre de 1753 el cabildo de El Burgo de Osma le ofreció a presidir las oposiciones al magisterio, tras el fallecimiento del maestro Adrián González Gámiz. Sancho se disculpó par estar ya jubilado y ofreció a su alumno Acacio Garcilópez. Otros alumnos notables fueron Andrés Algarabel y Gabriel Zarzoso, y en Sigüenza, Juan Carralero, Manuel Sardina y Manuel de Osete.

## Obra
Se conservan más de setenta obras de Sancho en los archivos de la diócesis de El Burgo de Osma y de la Catedral de Sigüenza. También se conservan algunas en el Escorial. Su estilo se adaptó a las dos etapas de su carrera musical: en Medinaceli toma formas para solo, dúo, o cuatro voces, llegando a un Miserere que alterna cuatro y ocho voces con violín, oboe, violón y bajo continuo. En cambio en Sigüenza suele usar dos coros y orquesta de violines, flautas, trompas, oboes y bajo continuo, donde aparecen introducciones, recitativos, arias y minués.